# Araneus altitudinum
Araneus altitudinum är en spindelart som beskrevs av Lodovico di Caporiacco 1934. Araneus altitudinum ingår i släktet Araneus och familjen hjulspindlar. Inga underarter finns listade i Catalogue of Life.